# Теорія комп'ютерної симуляції
Теорія комп'ютерної симуляції (також відома як Гіпотеза симуляції) — філософська гіпотеза створена Гансом Моравеком та доповнена Ніком Бостромом, якою передбачається, що наш світ є змодельованими якимось імітатором або надшвидкісним комп'ютером, а люди не можуть у повній мірі усвідомлювати, що вони живуть усередині цієї імітації.
За цією гіпотезою, всі матеріальні об'єкти, включаючи наші тіла і розуми, можуть бути програмним кодом, який запускається на величезному комп'ютері.

### Історія виникнення
Гіпотеза комп'ютерної симуляції виникла з філософських роздумів про природу реальності, а також зі зростання потужності комп'ютерів і розширення можливостей комп'ютерної симуляції. Деякі науковці вважають, що існує певна ймовірність того, що ми живемо в симуляції, а не в реальному світі. Найвідомишим представниками філософії, що думали у цьому напрямку, стали Декарт та Чжуан-цзи.

### Аргументація «за» та «проти»
На даний момент не існує конкретних наукових доказів, які б підтверджували гіпотезу комп'ютерної симуляції, або спростовували її.
Такі докази можуть бути складними для отримання, оскільки, якщо ми дійсно знаходимось в симуляції, то наші спостереження і вимірювання можуть бути обмеженими тими самими параметрами, які встановлені для симуляції. Наприклад, якщо в симуляції програмно обмежено розмір найдрібнішого можливого об'єкта, то будь-які наші вимірювання, які перевищують ці обмеження, можуть бути не точними.
Проте, існує кілька аргументів, які деякі люди використовують як докази за гіпотезою комп'ютерної симуляції. Наприклад, деякі науковці вважають, що випадковість, яка спостерігається в квантовій механіці, може бути підтвердженням того, що наш світ є симульованим. Інші аргументи включають те, що деякі природні закони можуть бути надто складними для випадкового виникнення в реальному світі, але вони можуть бути програмно запрограмовані в симуляції.
З іншого боку, існують аргументи проти гіпотези комп'ютерної симуляції. Наприклад, деякі науковці вважають, що симуляція настільки складного світу, як наш, потребувала б більшої кількості обчислювальної потужності, ніж доступна нам зараз. Також, існують технічні обмеження на швидкість передачі даних, які можуть ускладнити створення достатньо швидкої і точної симуляції.

Отже, на даний момент докази як за, так і проти гіпотези комп'ютерної симуляції є більш теоретичними, ніж експериментальними. Більшість аргументів, які використовуються для підтримки цієї гіпотези, є більш суб'єктивними і в основному базуються на теоретичних моделях та припущеннях.
Проте, важливо зауважити, що гіпотеза комп'ютерної симуляції не є науковим фактом і не підтверджена конкретними доказами. Вона лише є однією з можливих теорій, яка дає певні пояснення для спостережуваних явищ в нашому світі.
Незважаючи на це, гіпотеза комп'ютерної симуляції привертає значну увагу як науковців, так і широкої громадськості, оскільки вона має потенційні наслідки для нашого розуміння світу. Наприклад, якщо гіпотеза виявиться правильною, це може привести до революційних змін у нашому розумінні всесвіту і нашого місця в ньому.
Однак, доти, поки не буде більш конкретних доказів, що підтверджують або спростовують гіпотезу комп'ютерної симуляції, це лише залишається однією з можливих теорій, яку потрібно продовжувати вивчати і тестувати, щоб отримати більш точне розуміння світу, в якому ми живемо.